# جستجوی معنا شناختی
جستجوی معنا شناختی به جستجو کردن با معنا اشاره دارد، در جستجوی واژگانی همان‌طور که مشخص است موتور جستجو به دنبال همتای دقیق واژه جستجو شده می‌گردد، بدون اینکه معنای کلی آن را بداند. در جستجوی معنا شناختی تلاش می‌شود که نتیجه جستجو با دانستن قصد جستجو کننده و بافت متن وارد شده در فضا داده‌ها واضح‌تر شود و نتایج مربوط‌تری تولید شود، خواه در وب باشد یا در سامانه‌های بسته.
برخی نویسندگان جستجوی معنا شناختی را مجموعه‌ای از فن‌ها برای بازیابی دانش از منابع‌داده با ساختار غنی مانند هستی‌شناسی و اکس‌ام‌ال که در وب معنایی یافت می‌شود می‌دانند. چنین فن‌آوری‌هایی مفصل‌بندی رسمی دانش دامنه را در یک سطح بالایی از بیان فعال می‌کند و می‌تواند کاربر را قادر سازد تا قصد خود از جستجو را مشخص‌تر و در طول زمان جستجو دقیق‌تر کند. مفصل‌بندی، محتوای مربوط را با افزودن مشخص مکان‌ها، افراد یا مفاهیم مربوط به پرس و جو افزایش می‌دهد.

## بن‌مایه‌ها
1. ↑  Bast, Hannah; Buchhold, Björn; Haussmann, Elmar (2016). "Semantic search on text and knowledge bases". Foundations and Trends in Information Retrieval. 10 (2–3): 119–271. doi:10.1561/1500000032. Retrieved 1 December 2018.
2. ↑  Dong, Hai (2008). A survey in semantic search technologies. IEEE. pp. 403–408. Retrieved 1 May 2009.
3. ↑  Ruotsalo, T. (May 2012). "Domain Specific Data Retrieval on the Semantic Web". The Semantic Web: Research and Applications. Eswc2012. Lecture Notes in Computer Science. Vol. 7295. pp. 422–436. doi:10.1007/978-3-642-30284-8_35. ISBN 978-3-642-30283-1.
4. ↑  Nowak, Ken (2024). What is semantic seo?. WeAreKinetica. Retrieved 21 June 2024.